# Leptotyphlops wilsoni
Leptotyphlops wilsoni este o specie de șerpi din genul Leptotyphlops, familia Leptotyphlopidae, descrisă de Hahn 1978. Conform Catalogue of Life specia Leptotyphlops wilsoni nu are subspecii cunoscute.